# Vjesnik u srijedu
Vjesnik u srijedu (VUS) je hrvatski tjedni informativni list.
Sjedište mu je bilo u Zagrebu. Bio je dio Vjesnikove novinske kuće. Prvotno je bio zabavna revija, a poslije je postao najčitaniji politički tjednik, naklade od preko 300.000 primjeraka.

## Urednici
Uređivali su ga: Frane Barbieri, Fadil Hadžić, Vladimir Stopar, Josip Vrhovec, Neda Krmpotić i Krešimir Džeba. Unutarnjopolitičku rubriku uređivao je Srećko Freundlich.

## Ugledni suradnici
Ratimir Kalmeta, Branko Bucalo i dr.